# Casa Pujol (Figueres)
La Casa Pujol és un edifici del municipi de Figueres (Alt Empordà) que forma part de l'Inventari del Patrimoni Arquitectònic de Catalunya.

## Descripció
Casa situada a davant de l'Institut Ramon Muntaner i l'Església parroquial de la Immaculada. És una casa que es troba entre mitgeres, de planta baixa, coberta per terrassa. La façana presenta un portal central d'accés i dues finestres laterals amb motllures verticals i llinda de pedra. El fris és amb motius florals esgrafiats. A la part superior hi ha la cornisa i la barana amb balustrada tripartita. L'interior es va modernitzar respectant l'estructura inicial. A la part posterior té sortida a un pati de nivell més alt que el pis, tot seguint el pendent del terreny.

## Història
La zona del Carrer Sant Pau es va començar a urbanitzar a la tercera part del segle xix, i és a principis del segle XX quan pren llur màxima importància. Predominaven les casetes residencials de planta baixa tot i que la major part d'aquestes han desaparegut a conseqüència del boom urbanístic.